# Tomasz Krzeszewski
Tomasz Krzeszewski (Zgierz, 19 september 1974) is een Pools tafeltennisser. Hij was samen met zijn landgenoot Lucjan Błaszczyk verliezend finalist in het dubbelspel op de Europese kampioenschappen in Zagreb 2002. Vier jaar eerder won hij met de nationale mannenploeg ook al EK-zilver in het landentoernooi.
Krzeszewski bereikte in maart 2002 zijn hoogste positie op de ITTF-wereldranglijst, toen hij 23e stond.

## Sportieve loopbaan
Krzeszewski maakte zijn debuut op het internationale (senioren)circuit in de WTC-World Team Cup van 1994, waarin hij met Polen als negende eindigde. Een jaar later speelde hij op wereldkampioenschappen in Tianjin zijn eerste van zes WK's tot en met 2003. Een kwartfinaleplaats in het dubbelspel van 1999 vormde daarbij zijn sportieve hoogtepunt.
De Pool was wat dwingender aanwezig op Europees niveau, waarop hij meedeed aan de EK's van Eindhoven 1998 en 2002. Beide sloot hij af met een zilveren medaille. Met de nationale ploeg bereikte hij in '98 de finale van het landentoernooi, waarin Frankrijk er met de titel vandoor ging. Vier jaar later behaalde hij samen met Błaszczyk de eindstrijd in het dubbelspel voor mannen. Ditmaal veroordeelden de Duitsers Timo Boll en Zoltan Fejer-Konnerth hem daarin tot het zilver.
Krzeszewski plaatste zich in 2002 voor de Europese Top-12, maar kon daarop geen potten breken en eindigde er als negende. Hij vertegenwoordigde zijn vaderland op de Olympische Zomerspelen van 2000 en 2004. Zijn beste prestatie daarbij was een kwartfinaleplaats in het mannendubbel van '04, samen met Błaszczyk.

## ITTF Pro Tour
Enkelspel
- Winnaar Nederland Open 2001

Dubbelspel:
- Winnaar Zweden Open 1997 (met Lucjan Błaszczyk)
- Winnaar Frankrijk Open 1997 (met Lucjan Błaszczyk)
- Verliezend finalist Engeland Open 1999 (met Lucjan Błaszczyk)
- Verliezend finalist Duitsland Open 2001 (met Lucjan Błaszczyk)
- Verliezend finalist Oostenrijk Open 2002 (met Lucjan Błaszczyk)
- Verliezend finalist Denemarken Open 2003 (met Lucjan Błaszczyk)

- International Standard Name Identifier: 0000 0001 1288 1683
- Virtual International Authority File: 164655655